# Dawid Podsiadło
Dawid Podsiadło (* 23. květen 1993 Dąbrowa Górnicza, Slezské vojvodství, Polsko) je polský zpěvák a skladatel. Působí ve skupině Curly Heads. Jeho singl „W dobrą stronę” získal za prodeje 3× platinovou desku.

## Hudební kariéra

### Počátky kariéry
Jeho hudební kariéra započala výhrou X Faktor. Ve finále této pěvecké talentové show vystoupil s písní „With or Without You” z repertoáru U2 a také se singlem „Better Than a Dream” od zpěvačky Katie Meluy, kterou vykonal se samotnou zpěvačkou.

### 2013–14: Comfort and Happiness
V květnu 2013 vyšlo pod vydavatelstvím Sony Music Entertainment Poland jeho debutové album s názvem Comfort and Happiness, které se po prvním týdnu od vydání vyšplhalo na první místo v žebříčku OLiS. Album produkoval Bogdan Kondracki, autorkou polského textu na albu je Karolina Kozak.
V červnu 2013 získal dvě nominace na Eska Music Awards za Nejlepší umělce a Nejlepšího umělce na internetu. Dne 2. června v Torwar Hall ve Varšavě vystoupil jako support před koncertem Lany Del Rey. Následně se objevil na dvou festivalech, 3. července na Tent Stage během dvanáctého ročníku festivalu Open'er Festival, který se konal na území letiště vojenského námořnictva v Gdyni a 9. srpna na Cracow Stage během festivalu Coke Live Music Festival v Krakově.
V září byl nominován na ceny MTV Europe Music Awards 2013 v kategorii Nejlepší polský počin a na konci roku 2013 na ocenění Paszportów Polityki v oblasti populární hudby.
V únoru 2014 získal čtyři Fryderyki. V březnu byl jedním z laureátů cen Wiktory v kategorii Gwiazda piosenki. O měsíc později získal dvě nominace na SuperJedynek, které se konaly v rámci Národního festivalu polské písně v Opole, a to konkrétně v kategoriích SuperArtysta a SuperAlbum (za desku Comfort and Happiness).
V květnu vystoupil na Koncert TOP v rámci festivalu TOPtrendy 2014 spolu s deseti umělci s největším počtem prodaných desek v předchozím roce v Polsku. V celkovém pořadí zaujal 1. místo s albem Comfort and Happiness. Dne 22. června na Městském stadionu v Rybniku se představil jako support před koncertem skupiny 30 Seconds to Mars.

### 2015: Annoyance and Disappointment
Dne 29. května 2015 během Polsat SuperHit Festiwal 2015 získal Jantarového slavíka. V září zpěvák oznámil vydání svého druhého studiového alba s názvem Annoyance and Disappointment, který měl premiéru 6. listopadu. Album produkovali Bogdan Kondracki a Daniel Walczak. Album ohlásil singl „W dobrą stronę”.

## Koncertní turné
- 2013–2014: Comfort and Happiness Tour
- 2016: Son of Analog Tour

## Diskografie
- Hlavní článek: Diskografie Dawida Podsiadły

## Ocenění a nominace
| Rok  | Soutěž                                          | Kategorie                                                  | Výsledek  |
| ---- | ----------------------------------------------- | ---------------------------------------------------------- | --------- |
| 2013 | Eska Music Awards 2013                          | Najlepší interpret (Dawid Podsiadło)                       | nominace  |
| 2013 | Eska Music Awards 2013                          | eskaGO Award – Najlepszy artysta w sieci (Dawid Podsiadło) | nominace  |
| 2013 | MTV Europe Music Awards 2013                    | Nejlepší polský počin (Dawid Podsiadło)                    | nominace  |
| 2013 | Nagroda Muzyczna Programu Trzeciego – „Mateusz” | Muzyka rozrywkowa – Debiut (Dawid Podsiadło)               | vítězství |
| 2013 | Glam Awards 2013                                | Hvězda roku (Dawid Podsiadło)                              | vítězství |
| 2013 | Róże Gali 2013                                  | Hudba (Comfort and Happiness)                              | nominace  |
| 2013 | Paszport „Polityki”                             | Populární hudba (Dawid Podsiadło)                          | nominace  |
| 2014 | Wiktory 2013                                    | Gwiazda piosenki (Dawid Podsiadło)                         | vítězství |
| 2014 | Fryderyki 2014                                  | Album roku (Comfort and Happiness)                         | vítězství |
| 2014 | Fryderyki 2014                                  | Artysta roku (Dawid Podsiadło)                             | vítězství |
| 2014 | Fryderyki 2014                                  | Fonografický debut roku (Dawid Podsiadło)                  | vítězství |
| 2014 | Fryderyki 2014                                  | Píseň roku („Trójkąty i kwadraty”)                         | vítězství |
| 2014 | TOPtrendy 2014                                  | TOP (Comfort and Happiness)                                | vítězství |
| 2014 | SuperJedynki                                    | SuperArtysta (Dawid Podsiadło)                             | nominace  |
| 2014 | SuperJedynki                                    | SuperAlbum (Comfort and Happiness)                         | nominace  |
| 2015 | SuperJedynki                                    | SuperArtysta (Dawid Podsiadło)                             | nominace  |
| 2016 | Fryderyki 2016                                  | Popové album roku (Annoyance and Disappointment)           | nominace  |
| 2016 | Fryderyki 2016                                  | Skladba roku („W dobrą stronę”)                            | nominace  |
| 2016 | Fryderyki 2016                                  | Videoklip roku („W dobrą stronę”)                          | vítězství |
| 2016 | Eska Music Awards 2016                          | Nejlepší interpret (Dawid Podsiadło)                       | vítězství |
| 2016 | Eska Music Awards 2016                          | Najlepší hit („W dobrą stronę”)                            | nominace  |